# 雲麥風力發電站
雲麥風力發電站位於臺灣雲林縣麥寮鄉，又稱為麥寮風力發電站，為隸屬於台灣電力公司旗下的風力發電站。由國內漢翔航空工業公司承攬興建。

## 沿革

### 計畫
雲麥風力發電站為台灣電力公司所推動的「風力發電十年發展計畫」中2005年開始執行的第二期風力發電開發。當時台電公司計畫在雲林縣沿海鄉鎮架設多座風力發電站，第一階段著眼於麥寮鄉、四湖鄉以及口湖鄉等三個鄉鎮設置風力發電，預估可裝設40部風力發電機，其中麥寮鄉就可設置15座風力發電機。
麥寮鄉的風力發電機，台電公司規劃將設置在濁水溪出海口北堤的防風林區，然而因該地屬於林務局所有，因此動工興建前仍須與林務局進行用地取得之協商後才可開始施工。
2005年4月底台電公司針對「麥寮風力發電機組新建工程」進行對外招標，最後由漢翔航空工業公司以新臺幣16億6,000萬得標，漢翔公司也表示該開發案預計將採用西班牙Gamesa公司（現為Siemens Gamesa） 製造的風力發電機組。然而後續因原物料價格上漲之影響，Gamesa公司風力發電機訂單大排長龍，麥寮風力發電機組新建案須排至2009年才能交付，恐有違約之狀況。對此漢翔公司派員至歐洲各地之風力發電製造商進行商討與評估更換製造商。

### 動工
最終在更換風力發電機製造商為丹麥Vestas公司後，麥寮風力發電工程於2006年9月開始動工興建。第一期的建設工程中共裝設15部裝置容量2.0MW的風力發電機組，總裝置容量為30MW，年總發電量約8,400萬度，約可供2萬2,000戶家庭1年的用電，可減少二氧化碳排放量約5萬3,000噸，燃油可節省約2萬1,000公秉或燃煤節省3萬1,000噸。

### 完工
2008年1月雲麥風力發電站完工，2009年1月17日獲得經濟部能源局核發之電業執照，同年3月20日第一期共15座風力發電機組開始商轉發電。第二期預計架設8部風力發電機組之工程也展開評估作業。
雲麥風力發電站第二期擴建工程於2008年2月5日動工興建，計畫共裝設8部與第一期風力發電機同型號的風力發電機組，總裝置容量為16MW，預估年總發電量約4,000千萬度，約可供1萬戶家庭1年用電，每年可減少二氧化碳排放約2萬5,000噸及節省燃油約1萬公秉或節省燃煤1萬5,000噸。2010年5月第二期擴建工程完工商轉發電。

### 爭議
2009年7月21日監察院財政及經濟委員會通過委員高鳳仙提案，糾正漢翔航空工業公司承攬台電公司新竹香山以及麥寮風力發電違約案。案文指出，漢翔公司承攬台電公司香山風力發電案，合約金額高達新臺幣6.05億元。開發案的檔案管理本應有一套完整規定，但漢翔公司以「相關報價評估資料已隨主要負責人離職而散失」為藉口規避監察院調查。此外香山風力發電計畫的申請開挖許可作業緩慢，履約時程控管不當，逾期違約金達合約上限1.21億元。而且九成以上業務委由下游公司施作，風險卻未隨之轉嫁，導致漢翔公司承攬全案風險。
另外有關麥寮風力發電案，漢翔公司風力專案室未經會計處成本審查，違反成本估算及報價作業規定，且標前協議與業務合約均未經董事會核定；獲得麥寮風力發電案承攬權後，未於董事會披露風力發電機組報價屆期資訊，致風機採購成本增加4.1億元。
2009年7月29日由於漢翔公司先前進行台電公司「麥寮風力發電機組新建工程」之招標中疑似有疑涉圖利、偽造文書等弊案，因此臺北地方法院檢察署指揮調查局北機組及臺中市調查站，搜索漢翔公司、前經濟部工業局工業合作推動小組主任唐鋒住處，同時約談唐鋒、及時任漢翔公司負責人馮世寬等人到案說明。
檢調表示，負責發包風力發電工程的工業局工業合作推動小組，為了推動臺灣產業升級，曾在招標案中附加「促速國內產業移轉升級」條件，漢翔公司因而能提出優於其他廠商的競標條件出線。但漢翔公司得標後，因無法達到當時所提出的附帶條件，工業局依法必須以漢翔違約理由向漢翔裁罰。
但是唐鋒為了讓漢翔公司能夠繼續施作工程，並且避免因違約而遭受的鉅額損失，因此指示兩名小組成員，擅自更改內部簽呈內容，大幅放寬招標案附加條件讓漢翔過關。

## 設備

### 發電機組
| 風力發電機類型                          | 風力發電類型 | 機組數量 | 裝置容量（MW） | 商轉日期  | 狀態   |
| --------------------------------------- | ------------ | -------- | -------------- | --------- | ------ |
| 丹麦Vestas公司製 V80/2,000型 風力發電機 | 陸域風力發電 | 15       | 30MW           | 2008年1月 | 商轉中 |

| 風力發電機類型                          | 風力發電類型 | 機組數量 | 裝置容量（MW） | 商轉日期  | 狀態   |
| --------------------------------------- | ------------ | -------- | -------------- | --------- | ------ |
| 丹麦Vestas公司製 V80/2,000型 風力發電機 | 陸域風力發電 | 8        | 16MW           | 2010年5月 | 商轉中 |

## 資料來源
1. 1 2  . The Wind Power.   [2017-09-22]. （原始内容存档于2020-10-26） （美国英语）.
2. 1 2 3 4   (PDF). 台電月刊600期. 2012-12  [2017-09-22] （中文（臺灣））.[永久]
3. 1 2 3 4  . 國家實驗研究院科技政策研究與資訊中心. 2009-04-08  [2017-09-22]. （原始内容存档于2019-12-04） （中文（臺灣））.
4. 1 2  吳天明.  (PDF). 源雜誌91期. 2002-01  [2017-09-22]. （原始内容 (PDF)存档于2019-07-01） （中文（臺灣））.
5. 1 2  . 工業技術研究院. 2006-07-22  [2017-09-22]. （原始内容存档于2019-08-31） （中文（臺灣））.
6. 1 2 3  黃榮次. . 國家發展委員會. 2006-09-07  [2017-09-22] （中文（臺灣））.[永久]
7. 1 2  慶正. . NOWnews今日新聞. 2009-07-22  [2017-09-22] （中文（臺灣））.
8. 1 2 3  陳志賢、王莫昀. . 苦勞網. 2009-07-30  [2017-09-22]. （原始内容存档于2019-12-02） （中文（臺灣））.